# Miguel Antonio Vásquez
Miguel Antonio Vásquez Delgado (Guanare, 1786-Caracas, 11 de marzo de 1822) fue un militar venezolano destacado durante la guerra de independencia de su país.

## Orígenes e inicios de su carrera militar
Nacido en 1786 en Guanare, donde vivió en su infancia, siendo hijo de José Antonio Vásquez y Ángela Delgado y amigo de la infancia de José Antonio Páez. Cuando se produjo la revolución de 1810 en Caracas, Guanare se sumó al movimiento y muchos de sus jóvenes se unieron al ejército del marqués Francisco Rodríguez del Toro que marchó contra Coro. El 4 de agosto del mismo año contrajo matrimonio Rosalía Henríquez, teniendo dos hijos llamados Félix María y María Engracia.
Continuó sirviendo en el ejército patriota hasta la victoria de Domingo de Monteverde a mediados de 1812, debiendo huir y mantenerse en la clandestinidad hasta la Campaña Admirable de Simón Bolívar un año después. Después de la victoria de los llaneros realistas de José Tomás Boves y Francisco Tomás Morales a fines de 1814 debió nuevamente huir a Apure perseguido por el comandante catalán José Puig. Se unió a las guerrillas de los coroneles Francisco Olmedilla y Miguel Guerrero y posteriormente a la del general Páez, con quien ascendió hasta ser coronel.

## Guerrillas llaneras
A las órdenes de Olmedilla venció en Guasdualito al jefe realista Manuel Pacheco Briceño (29 de enero de 1815) y luego con Guerrero derrotaron en Arauca al coronel Vicente Peña (29 de marzo). A las órdenes de Páez y el general Joaquín Ricaurte Torrijos combatió exitosamente al brigadier Sebastián de la Calzada en Chire (30 y 31 de octubre). Luego, nuevamente siguiendo a Guerrero, vencen a Peña en Arauca (13 de enero de 1816). Sirviendo a Páez derrota y captura a Peña en Palmarito (2 de febrero), vence en Mata de la Miel al coronel Francisco López (16 de febrero) y, por cuenta propia, al coronel Andrés Torrellas en Mantecal (16 de mayo). Tiempo después, al servicio de Páez, enfrenta por segunda vez a López pero en Paso del Frío y es derrotado (13 de junio). Luego, vence al capitán Facundo Mirabal en el hato Los Cocos (6 de octubre). El coronel López fue definitivamente vencido en El Yagual (8 o 11 de octubre) y Paso de San Antonio (6 de noviembre), acciones de las que también participó Vásquez.
En diciembre de 1816 pusieron bajo asedio a San Fernando de Apure, cuya guarnición mandaba el general Ramón Correa, pero el sitio tuvo que abandonarse al saberse de la llegada desde Nueva Granada de Pablo Morillo y Miguel de la Torre. El día 18 de ese mes derrotaron al coronel Salvador Gorrín en Falital. Posteriormente, en Mucuritas el 2 de febrero de 1817 se logra una gran victoria sobre Latorre. Por su destacada participación, en marzo Vásquez es nombrado jefe de las tropas patriotas en Casanare, en reemplazo del coronel Ramón Nonato Pérez y en apoyo al gobernador y coronel Juan Nepomuceno Moreno. Volvió a ver acción a finales de ese año, cuando se unió a Páez durante la Campaña de Centro y destacó en Las Flecheras (6 de febrero de 1818), Calabozo (12 de febrero), La Auriosa (15 de febrero) y El Sombrero (16 de febrero), forzando a Morillo a retirarse a Camatagua.

## Últimos años
El 22 de febrero de 1818, en Calabozo fue nombrado gobernador político de Casanare por Bolívar. Después de Boyacá (7 de agosto de 1819), el vicepresidente de la Gran Colombia, Francisco de Paula Santander, reorganizó las provincias y Vásquez fue relevado de su cargo y devuelto al Ejército de Apure (3 de diciembre).
Pasó 1820 ayudando a Páez a reorganizar su división como jefe de su Estado Mayor y dirigió a una división en la Batalla de Carabobo (24 de junio de 1821). Cuando Bolívar entró en Caracas fue nombrado gobernador militar de la misma (29 de junio) hasta que por la reorganización administrativa que siguió a la Constitución de Cúcuta fue nuevamente relevado de su cargo. Sin embargo, poco después, fue nombrado gobernador de la provincia de Coro (3 de diciembre), pero enfermó gravemente y murió el 11 de marzo de 1822 en Caracas. Más de 7.000 soldados marcharon durante su funeral, incluyendo la guarnición de la ciudad, una unidad encargada de combatir al guerrillero realista José Dionisio Cisneros, tropas que se organizaban para asediar Puerto Cabello, otras que se preparaban para las Campañas del Sur y milicias ciudadanas.